# 댄 웰던

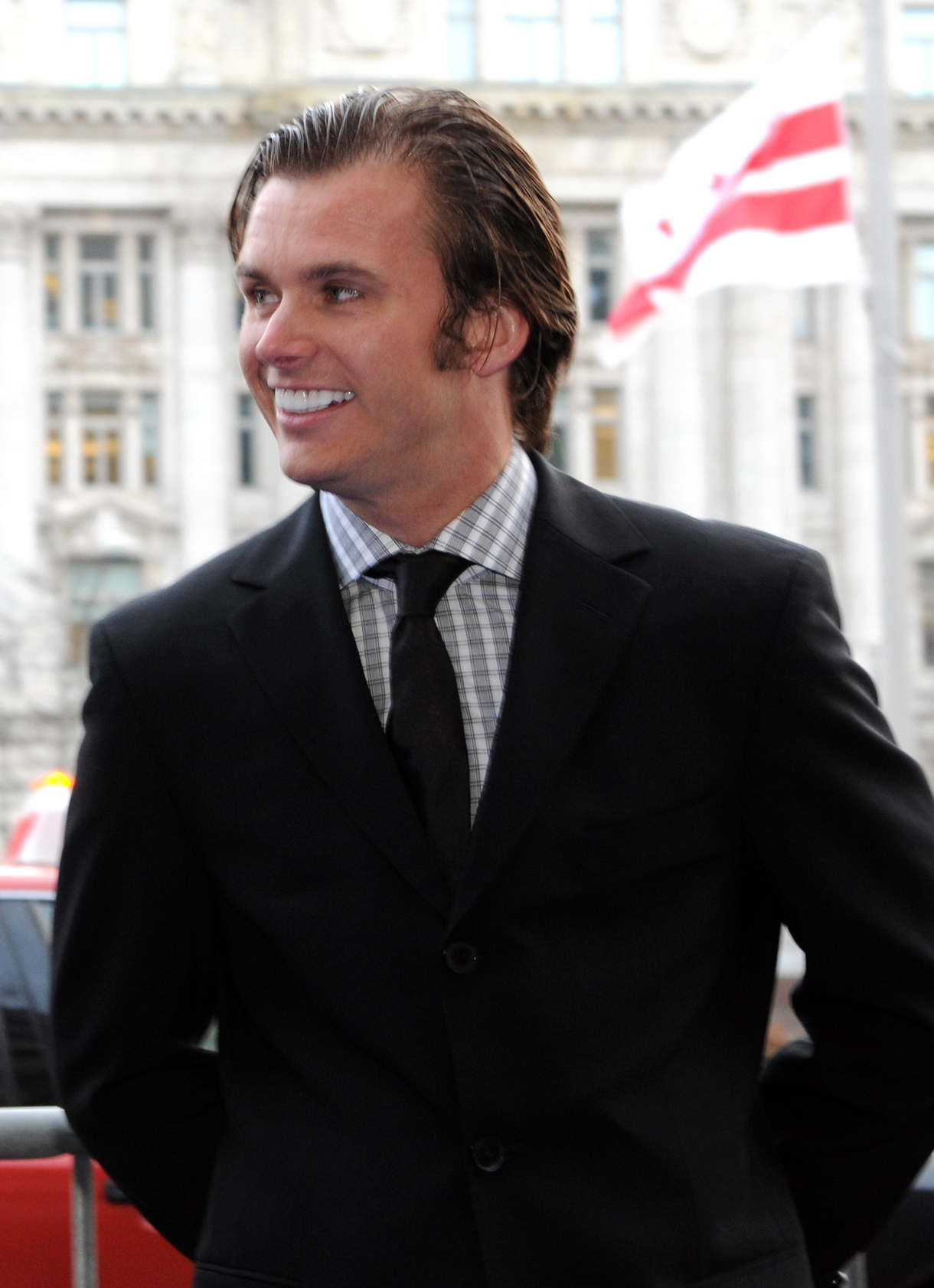
댄 웰던

대니얼 클라이브 "댄" 웰던(Daniel Clive "Dan" Wheldon, 1978년 6월 22일 ~ 2011년 10월 16일)은 영국의 자동차 경주 선수이다.
2005년 인디 레이싱 리그가 주관하는 인디카 시리즈에서 우승을 차지했으며, 인디애나폴리스 500에서 두 차례 우승한 바 있다. 2011년 라스베가스에서 벌어진 IZOD 인디카 세계 선수권 대회 도중 차량 충돌 사고로 부상을 입어 사망했다.

## 수상
- 2011년 제100회 인디애나폴리스 500 우승